# Élections législatives de 1885 dans le Nord (secteur de Dunkerque)
Les élections législatives de 1885 dans le Département du Nord (Secteur de Dunkerque) se déroulent le 4 octobre 1885.

## Circonscription
Aucune, élection au niveau du département.

## Contexte
Le mode de scrutin utilisé est un scrutin de liste majoritaire à deux tours dans le cadre du département.

## Résultats[1]
- Député sortant : Jean-Baptiste Trystram (Gauche républicaine)

| Candidat       | Candidat      | Parti             | Premier tour | Premier tour | Second tour | Second tour |
| Candidat       | Candidat      | Parti             | Voix         | %            | Voix        | %           |
| -------------- | ------------- | ----------------- | ------------ | ------------ | ----------- | ----------- |
|                | Jules Delelis | Union des Droites | 161 099      | 55,03        |             |             |
|                |               |                   |              |              |             |             |
| Inscrits       | Inscrits      | Inscrits          | 348 224      | 100,00       |             |             |
| Abstentions    |               |                   |              |              |             |             |
| Votants        | Votants       | Votants           | 292 696      | 85.05        |             |             |
| Blancs et nuls |               |                   |              |              |             |             |
| Exprimés       |               |                   |              |              |             |             |
|                |               |                   |              |              |             |             |